# Kanton Trélissac
 Trélissac  is een kanton van het Franse departement Dordogne. Het kanton maakt deel uit van het arrondissement  Périgueux.  

Het telt 17.073 inwoners in 2018.

Het kanton werd gevormd ingevolge het decreet van 24  februari 2014 met uitwerking op 22 maart 2015 met Trélissac als hoofdplaats.

## Gemeenten
Het kanton Trélissac omvat volgende gemeenten:
- Agonac
- Antonne-et-Trigonant
- Champcevinel
- Château-l'Évêque
- Cornille
- Escoire
- Sarliac-sur-l'Isle
- Trélissac